# مادس يوهانسن لانج
مادس يوهانسن لانج هو مصرفي هولندي، ولد في 18 سبتمبر 1807 في Rudkøbing ‏ في الدنمارك، وتوفي في 13 مايو 1856 في كوتا بالي في إندونيسيا.

## معرض صور

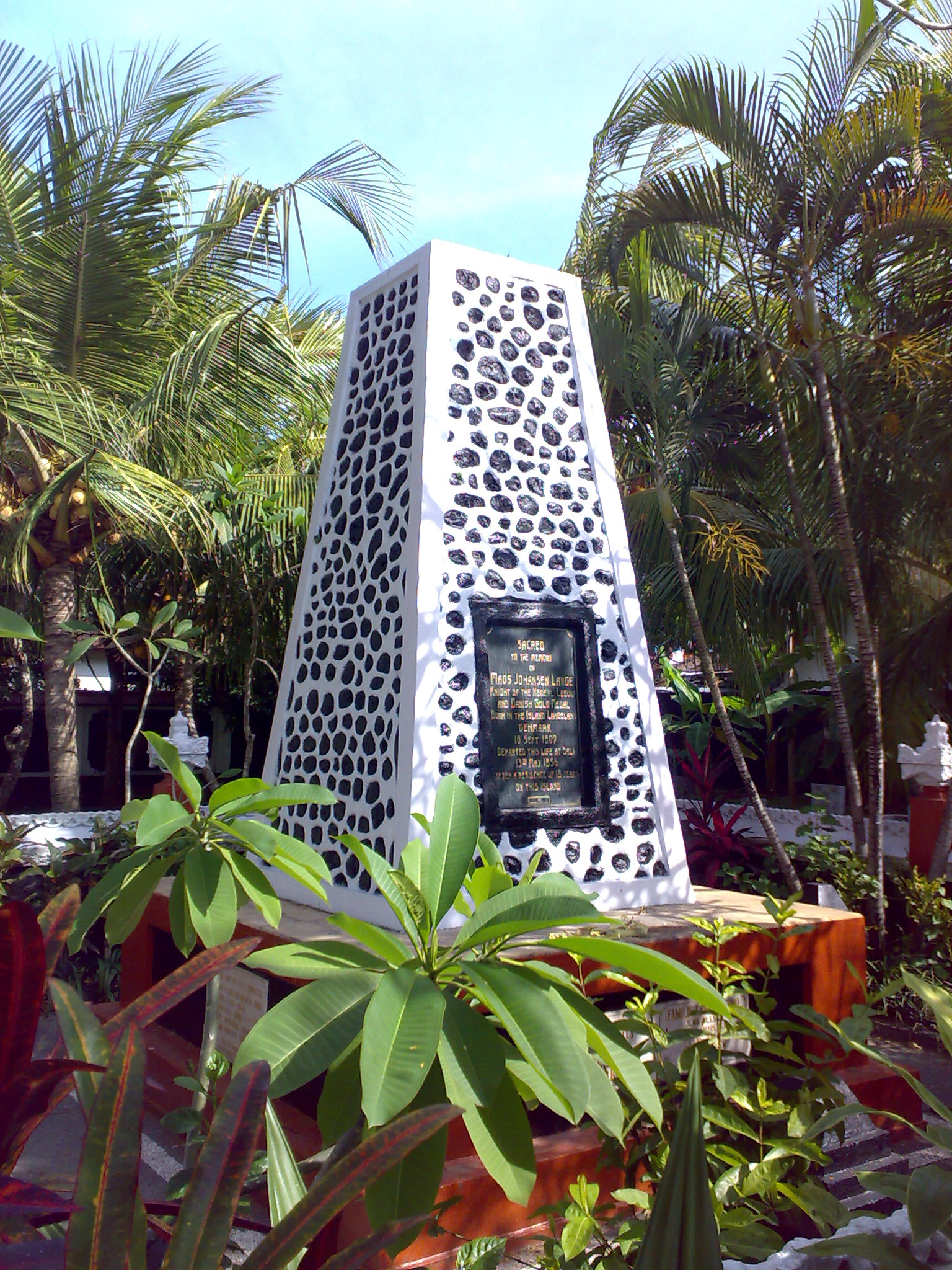
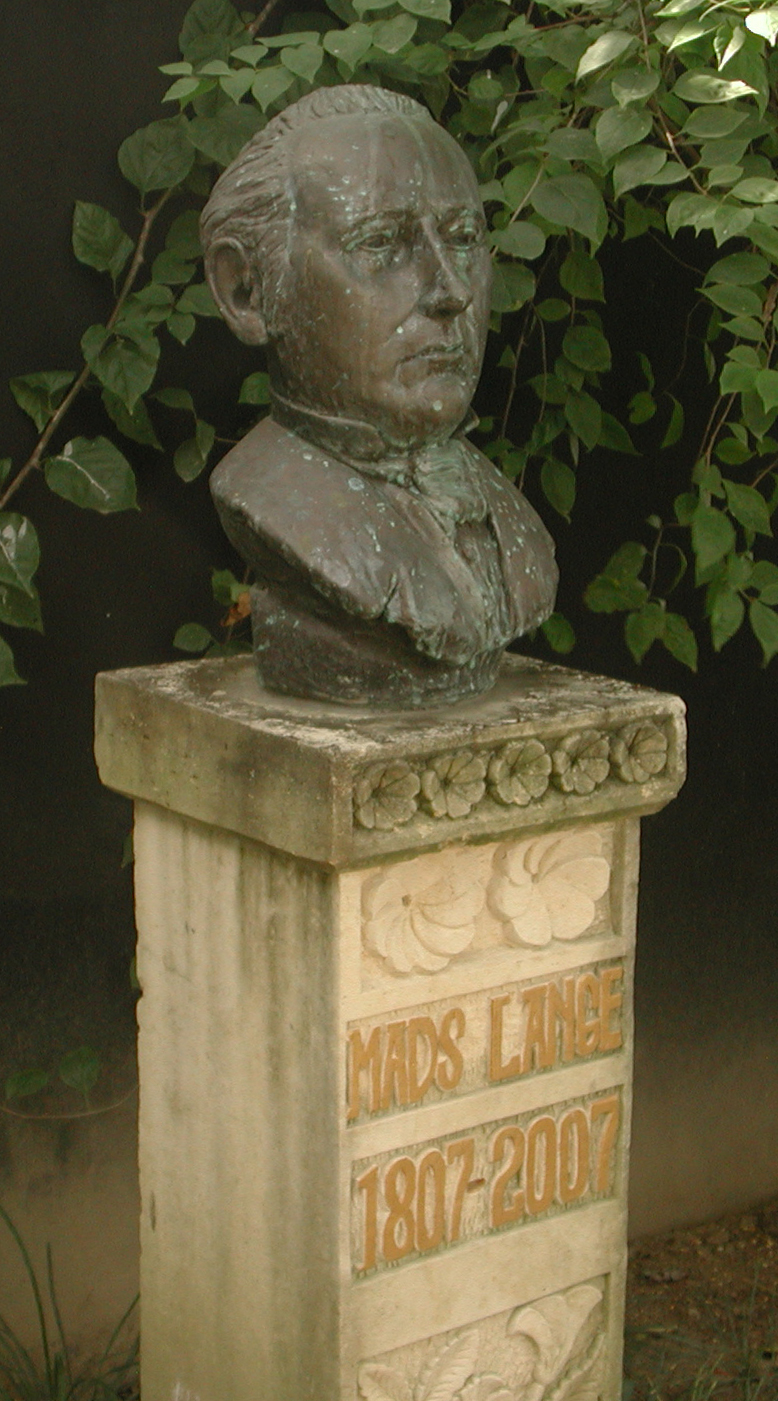
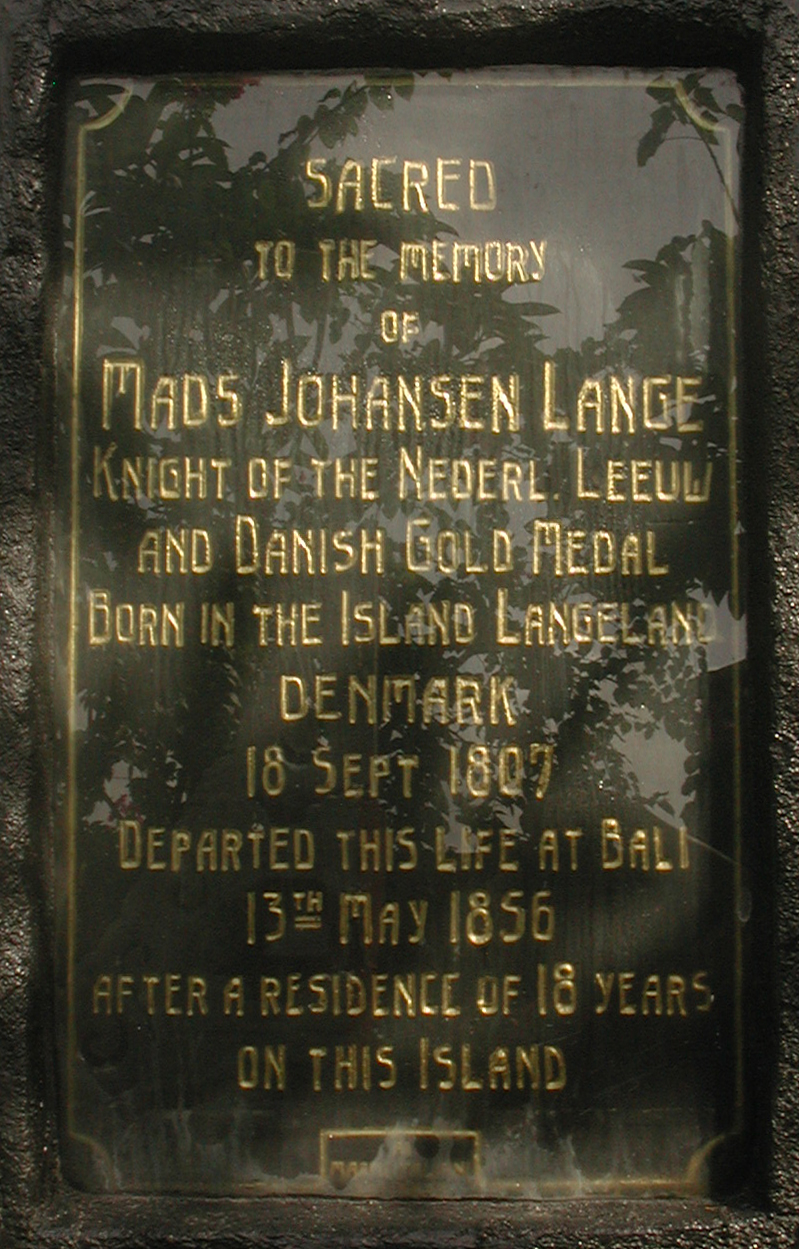